# Beleg van 's-Hertogenbosch (1794)
Het Beleg van 's-Hertogenbosch van 1794 was een beleg van de Nederlandse stad 's-Hertogenbosch tijdens de Eerste Coalitieoorlog door de Franse Republiek. Het beleg duurde van 22 september tot 9 oktober en resulteerde in de Franse bezetting van de stad.

## Achtergrond
Al sinds het beleg van 1629 was er een Staats garnizoen in Den Bosch gelegerd. Dit garnizoen was ingekwartierd bij de lokale bevolking en was niet bepaald populair. Dit kwam mede door grootschalige plunderingen in de stad in 1787 nadat de patriotten voor korte tijde het stadsbestuur hadden overgenomen. Daarnaast werden de belangrijke ambten in Den Bosch en Brabant veelal toegekend aan Hollanders in plaats van aan Brabanders. Ook de katholieken in de stad werden onderdrukt, zij werden uitgesloten van openbare ambten en waren gedwongen in schuilkerken hun geloof te belijden. Dit alles maakte dat de Bosschenaren de patriotten welgezind waren. In 's-Hertogenbosch keek men uit naar de terugkeer van de patriotten uit Frankrijk.
Na de onthoofding van koning Lodewijk XVI van Frankrijk verklaarde de Franse Republiek de oorlog aan onder andere Engeland en de Nederlandse Republiek, waarmee de Eerste Coalitieoorlog uitbrak. De oorlog die daarop volgde werd met name gevoerd in de Oostenrijkse Nederlanden. De Franse opmars werd tijdelijk een halt toegeroepen door de overwinning van de coalitie bij de Slag bij Neerwinden. Het jaar daarop kreeg Jean-Charles Pichegru het commando over het leger dat de strijd moest aanbinden met de Oostenrijkers en de Republiek. De Fransen wisten een grote overwinning te behalen op de coalitie in de Slag bij Fleurus.

## Aanloop naar het beleg
De erfprins van Oranje was belast met de taak de Republiek te verdedigen. Hij onderhandelde met Frederik van York over het nemen van hun stellingen. Het Engelse leger zou geconcentreerd blijven, terwijl het Nederlandse leger opgedeeld zou worden om de bestaande garnizoenen in de steden te versterken. Op 1 september 1794 werd er besloten om een aanval uit te voeren op het Franse leger dat rondom Antwerpen zat.
Tegelijkertijd kwam het Franse leger in beweging en passeerde het de grens. Op 10 september was het gehele leger de grens gepasseerd. Twee dagen later werden Moergestel en Sint-Michielsgestel bezet door de Fransen. Op 14 september volgde de Slag om Boxtel, waarop de hertog van York zijn troepen terugtrok over de Maas. Omdat het Franse leger inmiddels redelijk ver was verwijderd van hun hoofdkwartier in Antwerpen, besloot Pichegru aan te vallen zodat ze daar voor de winter zich konden inkwartieren en hun voorraden weer aan konden vullen.

## Beleg
Bij een verkenningstocht vanuit Berlicum van de eerder naar Frankrijk gevluchte patriot Herman Willem Daendels ontdekte deze generaal dat de schans bij Orthen slechts door enkele soldaten werd bemand. Door de komst van de Franse soldaten namen de paar soldaten direct de wijk naar de stad. De dag erop richtte Daendels zijn aandacht op fort Crevecoeur en het fort gaf zich na de beschietingen op 26 september over. Door de verovering kreeg men de beschikking over de sluizen. Die werden hierop opengezet zodat het water wegvloeide uit de inundaties zodat de loopgraven gegraven konden worden en de stad verder ingesloten kon worden.
De stad werd vervolgens door Franse kanonnen gebombardeerd. De burgers van de stad begonnen langzaamaan de moed te verliezen en drongen aan op capitulatie. Op 9 oktober werden de onderhandelingen geopend en 's avonds kwam men tot een akkoord. Drie dagen later, op 12 oktober, vond de aftocht van het garnizoen plaats.

## Nasleep
Enkele maanden na het beleg was de stad het hoofdkwartier van Pichegru en Daendels. Het stadsbestuur van 's-Hertogenbosch bleef tot 22 oktober aan, totdat het vervangen werd door een patriottistisch bestuur waar ook katholieken deel van uitmaakten. In die maand werd ook de vrijheidsboom in de stad geplant en werden er beeltenissen rondgedragen van vrijheidshelden uit de staatsgezinde traditie, zoals de Johan en Cornelis de Witt en Van Oldenbarnevelt. De leus van de Bossche revolutie was "vryheid, Evengelykheid, Eenheid en Zusterschap".
Op 28 oktober trok het Franse leger de bevroren Maas over om in de maanden daarop zijn gezag in de rest van de Republiek te vestigen. De Franse aanwezigheid in de stad zou aanhouden tot de Pruisen in 1813 de Fransen de stad uit jaagden.